# Marlon Roudette
Marlon Roudette (født 5. januar 1983) er en pop-/reggaesanger fra Storbritannien. Han er tidligere medlem af bandet Mattafix. Han er kendt for sangen "New Age", der var et internationalt hit og som lå på førstepladsen i Østrig, Schweiz og Tyskland.

## Diskografi

### Albums
| Matter Fixed                                                                   | - Udgivet: 2. september 2011 - Pladeselskab: Universal Music - Format: CD, digitalt download | 27 | 82 | 6  | 33 |
| Electric Soul                                                                  | - Udgivet: 8 August 2014 - Pladeselskab: Universal Music - Format: CD, digitalt download     | 26 | —  | 16 | 4  |
| "—" denotes a single that did not chart or was not released in that territory. |                                                                                              |    |    |    |    |

### EP'er
| Titel       | Detaljer                                                                                  |
| ----------- | ----------------------------------------------------------------------------------------- |
| Riding Home | - Udgivet: 21. oktober 2011 - Pladeselskab: Warner Music Group - Format: Digital download |

### Singler
| "New Age"                                            | 2011 | 90 | —  | 1  | 12 | 7  | 14  | 1  | — | 9  | 1  | - BVMI: 3× Guld - IFPI AUT: Platin - IFPI SWI: Guld                                      | Matter Fixed  |
| "Anti Hero (Brave New World)"                        | 2012 | —  | —  | 5  | 74 | —  | —   | 6  | — | —  | 11 | - BVMI: Guld                                                                             | Matter Fixed  |
| "Hold on Me"                                         | 2012 | —  | —  | —  | —  | —  | —   | —  | — | —  | —  |                                                                                          | Matter Fixed  |
| "Anti Hero (Le saut de l'ange)" (featuring Lala Joy) | 2012 | —  | —  | —  | —  | 39 | 41  | —  | — | —  | —  |                                                                                          | Matter Fixed  |
| "When the Beat Drops Out"                            | 2014 | 7  | 15 | 2  | —  | 29 | 185 | 1  | 8 | 39 | 2  | - BPI: Guld - ARIA: Platin - FIMI: Platin - BVMI: Guld - IFPI AUT: Guld - IFPI SWI: Guld | Electric Soul |
| "Flicker"                                            | 2014 | —  | —  | —  | —  | —  | —   | —  | — | —  | —  |                                                                                          | Electric Soul |
| "Everybody Feeling Something" (featuring KStewart)   | 2015 | —  | —  | 47 | —  | —  | —   | 55 | — | —  | —  |                                                                                          | Electric Soul |
| "—" nåede ikke hitlisterne i dette område            |      |    |    |    |    |    |     |    |   |    |    |                                                                                          |               |

Noter
1. ↑  "When the Beat Drops Out" did not enter the Ultratop 50, but peaked at number 35 on the Flemish Ultratip chart.'"`UNIQ--ref-00000021-QINU`"'